# Пасарела ди Сото
Пасарела ди Сото је насеље у Италији у округу Венеција, региону Венето.
Према процени из 2011. у насељу је живело 318 становника. Насеље се налази на надморској висини од 2 м.